# Syrské demokratické síly
Syrské demokratické síly (kurdsky Hêzên Sûriya Demokratîk, arabsky قوات سوريا الديمقراطي‎, Quwwāt Sūriyā al-Dīmuqrāṭīya, často také označované jen zkráceně jako jednotky SDF – anglicky Syrian Democratic Forces nebo QSD) je aliance kurdských, arabských, asyrských, arménských a turkmenských milicí založená během Syrské občanské války.
Spolek byl založen v říjnu roku 2015 v Sýrii, s cílem vyhnat Islámský stát z východního syrského guvernorátu Rakka a dalších oblastí Sýrie. SDF se pokládají za „Sjednocenou národní vojenskou sílu skládající se z Kurdů, Arabů, Asyřanů a všech ostatních, kteří žijí v zeměpisné oblasti Sýrie“.
Tato aliance stavěla na společných operacích Vulkánu Eufratu, operační místnosti jednotek YPG a některých oddílů Svobodné syrské armády, které pomáhaly bránit kurdské město Kobani. Vulkán Eufratu byl později rozšířen o skupinu Liwa Thuwwar al-Raqqa, která se podílela na osvobození města Tell Abyad od jednotek Islámského státu. Dalšími složkami jsou Asyrský vojenský koncil a ozbrojené složky arabského klanu Šammar – jednotky Al-Sanadid. Ačkoliv se velikosti jednotlivých složek SDF velmi liší, celkem mají jednotky k dispozici asi 50 000 až 100 000 bojovníků.
Arabské jednotky o síle 4 000 mužů, operují pod společným názvem Syrská arabská koalice. Dne 10. prosince bylo založeno politické křídlo SAK s názvem Syrský demokratický sněm.
SDF dnes funguje jako de facto armáda Autonomní správy severní a východní Sýrie (také známé jako ROJAVA). V březnu 2025 uzavřela dohodu se syrskou vládou o začlenění všech vojenských a civilních institucí do syrského státu.

## Složky

### Kurdský nejvyšší výbor
- Lidové obranné jednotky (YPG + YPJ)

### Syrská arabská koalice (SAK)
- Vulkán Eufratu (Burkān al-Furāt)
  - Armáda revolucionářů (Jaysh al-Thuwar)
    - Brigády svítající svobody (Liwa Fajr al-Hurriya)
      - Batalion severního slunce (Kata'eb shams ash-shamal)

    - Jabhat al-Akraad

  - Fronta Al-Qassas
  - Brigády Rakckých revolucionářů (Liwa Thuwwar al-Raqqa)
- Armáda míru (Jaysh al-Salam)
  - Brigáda Džihádu boží cesty (Liwa al-Jihad fi Sabeel Allah)
  - Brigády Al-Tahrír
  - Brigády Jund al-Haramein
  - Brigády Ahrar al-Tabqa
  - Brigády Harun al-Rashid
  - Brigády Umanaa al-Raqqa
  - Fronta Tall Abyad Revolutionaries
- Nové Syrské síly
- Nová syrská armáda
- Jednotky arabských kmenů
  - Jednotky Al-Sanadid
  - Jednotky Al-Shaitat
  - Liwaa Siqur El-Badiye
  - Brigádní skupiny z Al-Džazíry

### Asyrský vojenský koncil
- Sutoro